# Христос Цундас
Христос Цундас (на гръцки: Χρήστος Τσούντας) е класически гръцки археолог и историк, член на Атинската академия.

## Биография
Цундас е роден в Станимака в 1857 година. Учи в гръцкото училище в родния си град и в Пловдив, а после завършва гимназия в Атина. Завършва Философския факултет на Атинския университет, а после учи литература и археология в Германия. Работи една година в прочутото гръцко училище на Георгиос Зарифис в Пловдив. В 1882 година става надзорник на древностите в Археологическата дирекция в Атина, на който пост остава до 1904, когато е избран за професор по археология в Атинския университет. Преподава в Атина до 1924 година, а между 1926 и 1927 в новооснования Солунския университет. В 1926 година е сред основателите на Атинската академия на науките.
Цундас се сдобива с научна слава още с първите си разкопки, които прави от 1884 година в Атинския акропол и на други места в Атина. През 1886 година след Шлиман той прави разкопки в Микена, които продължават до 1910 година и водят до важни открития. Той открива и разкопава мястото на древния град Йолк (дн. Волос), където намира останки и от Микенската епоха.

## По-важни трудове
- Τσούντας, Χρήστος, Η Ακρόπολις των Αθηνών, Σύλλογος προς Διάδοσιν των Ωφελίμων Βιβλίων, Αθήναι, 1901.
- Τσούντας, Χρήστος, Αί προΐστορικαί Ακροπόλεις ∆ιµηνίου και Σέσκλου, Αθήναι, 1908.
- Tsountas, Chrestos, Irving, Manatt J., The Mycenaean Age: a Study of the Monuments and Culture of Pre-Homeric Greece, Houghton, Mifflin and Co. Boston, 1897.
- Τσούντας, Χρήστος, Ιστορία της αρχαίας ελληνικής τέχνης, Αθήνα, 1928. ISBN 960-205-342-9